# Осадчий Олексій Антонович
Олексій Антонович Осадчий (1914—1944) — учасник німецько-радянської війни, командир батальйону 276-го гвардійського стрілецького полку 92-ї гвардійської стрілецької дивізії 37-ї армії Степового фронту, гвардії капітан. Герой Радянського Союзу.

## Життєпис
Народився в 1914 році в селянській родині в селі Воскресенка Російської імперії, нині Буринського району Сумської області України. За національністю — українець.
Закінчив неповну середню школу, а потім Глухівське училище радгоспного учнівства. Працював бригадиром рільничої бригади Глухівського сільськогосподарського інституту, в 1940-1941 роках був головою колгоспу в с. Уздиця на Глухівщині.
У 1939—1940 роках проходив службу в Червоній Армії. В 1941 році був знову мобілізований Сумським ОВК. У 1942 році закінчив курси молодших лейтенантів. З жовтня 1942 року воював у діючій армії. Член ВКП(б)/КПРС з 1941 року.
Загинув 23 березня 1944 року. Похований у місті Вознесенськ Миколаївської області.

## Нагороди
- Указом Президії Верховної Ради СРСР від 22 лютого 1944 року за вміле керівництво боєм при форсуванні Дніпра, утриманні та розширенні плацдарму на його правому березі, проявлені при цьому мужність і відвагу, гвардії капітану Осадчому Олексію Антоновичу присвоєно звання Героя Радянського Союзу з врученням ордена Леніна і медалі «Золота Зірка»[2].
- Нагороджений орденами Вітчизняної війни 2-го ступеня і Червоної Зірки, а також медалями.

## Пам'ять
- У парку Вознесенська на честь Героя встановлена стела.
- У Сумському обласному краєзнавчому музеї та в школі села Воскресенка зібрані матеріали про ратний шлях Олексія Антоновича Осадчого.